# Calibre .36 PN
Le calibre .36 était initialement le calibre du revolver Colt Paterson No. 5, Texas ou Holster Model, fabriqué en 1000 exemplaires entre 1838 et 1840. Ce calibre fut repris par Colt en 1850 pour le Colt Model 1851 Navy ou Belt  Pistol. Le nom Navy est dû à la gravure d’une bataille navale sur son barillet. Étant donné que le Navy 51 en calibre .36 était plus léger (1,2 kg) que le Colt Model of 1848 Dragoon (1,9 kg) en calibre .44, utilisée par la cavalerie, il fut très utilisé sur terre et mer pendant la guerre de sécession américaine et jusqu’aux années 1869/1872, lors de l’introduction des armes à cartouches métalliques.

## Caractéristiques techniques
- Balle en plomb d'un diamètre de .375 à .380 pouce. Les balles en plomb ont un diamètre légèrement supérieur aux chambres des barillets, elles y sont enfoncées à force de manière à être serties et maintenues pendant le tir. Le diamètre de la balle après sertissage doit correspondre au diamètre à fond de rayure du canon.
- Charge de 24 grains de poudre noire (environ 1,56 gramme),
- Amorce.

Il est conseillé d'utiliser des charges de 0,60 gramme à 1,00 gramme maximum.

La charge de poudre et la balle étaient généralement conditionnées dans des cartouches en papier combustible pour faciliter le rechargement sur les champs de bataille.

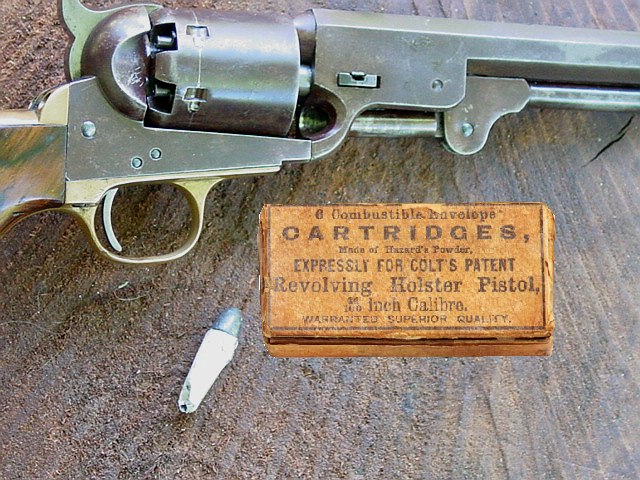
Boite de six cartouches en papier combustible.

## De nos jours
Ce calibre est toujours utilisé dans les répliques d'armes à poudre noire. Pour le tir sportif, les charges de poudre utilisées sont réduites à 10 à 15 grains ( 0.65 à 1 gramme ) et le vide est comblé par une bourre (feutre ou semoule).